# Taenionema jeanae
Taenionema jeanae is een steenvlieg uit de familie vroege steenvliegen (Taeniopterygidae). De wetenschappelijke naam van de soort is voor het eerst geldig gepubliceerd in 2007 door Baumann & Nelson.